# Ool
 (mai 2012).
Si vous disposez d'ouvrages ou d'articles de référence ou si vous connaissez des sites web de qualité traitant du thème abordé ici, merci de compléter l'article en donnant les références utiles à sa vérifiabilité et en les liant à la section « Notes et références ».
Ool est un village néerlandais de la commune de Ruremonde dans le Limbourg néerlandais, situé sur la Meuse.
Jusqu'en 1991, Ool faisait partie de la commune de Herten, rattachée en cette année à Roermonde.